# Ecologische amplitude

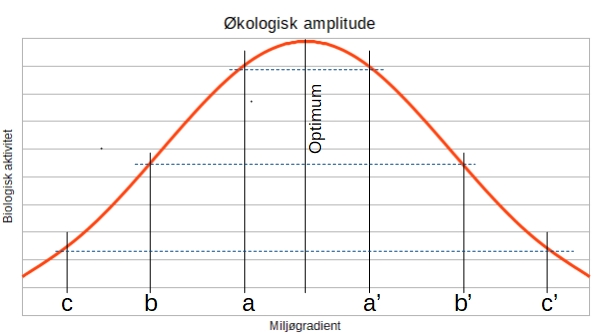
Een voorbeeld van de curve van een brede ecologische amplitude.

Een ecologische amplitude of ecologische amplitudo is de ecologische reikwijdte – het spectrum aangaande de milieufactor(en) – waarbinnen een bepaald taxon of syntaxon kan overleven. Binnen de ecologische amplitude wordt dus voldaan aan alle ecologische eisen die daarvoor nodigzijn. Zowel de optimale omstandigheden (rondom het ecologisch optimum, bij het midden van de curve) als suboptimale omstandigheden waarin overleven nog net mogelijk is (rondom het begin en einde van de curve) vallen dus binnen de ecologische amplitude.

## Smalle ecologische amplitude
(Syn)taxa met een smalle ecologische amplitude zijn vaak zeer specifiek voor een bepaald type habitat. Vaak zijn dit specialisten (stenoeke soort) of zeldzame organismen. Een voorbeeld van een soort met een smalle amplitude is Spaanse ruiter, die alleen in blauwgrasland voorkomt.

## Brede ecologische amplitude
(Syn)taxa met een brede ecologische amplitude zijn niet specifiek voor een bepaald type milieu, en komen daardoor in een breed scale aan biotopen. Het gaat om algemene organismen. Enkele voorbeelden van plantensoorten met een uitgesproken brede ecologische amplitude zijn smalle weegbree, Engels raaigras, ruw beemdgras, gewoon struisgras, grote brandnetel en gewone vlier.